# 明治大学雄辯部
明治大学雄辯部（めいじだいがくゆうべんぶ）は、1890年設立の明治大学の弁論部である。明治大学駿河台校舎に本部を置き、和泉校舎・生田校舎に支部を置く、人文・社会グループに属する明治大学公認サークルである。弁論、研究、勉強会などの活動を主に行い、紫紺杯争奪全国学生雄辯大会を主催している。2023年現在の部員数は100名を超え、元内閣総理大臣の三木武夫を筆頭に多くの政治家を輩出している。

## 歴史
明治大学雄辯部（以下、明大雄辯部）は、明治23年8月、明治法律学校（現・明治大学）の創立者の一人であり、当時校長を務めていた岸本辰雄を顧問として結成された。当時は自由民権運動の勃興を受けて演説会が盛んに行われており、明大雄辯部も演説会への参加を中心とした活動を行っていた。

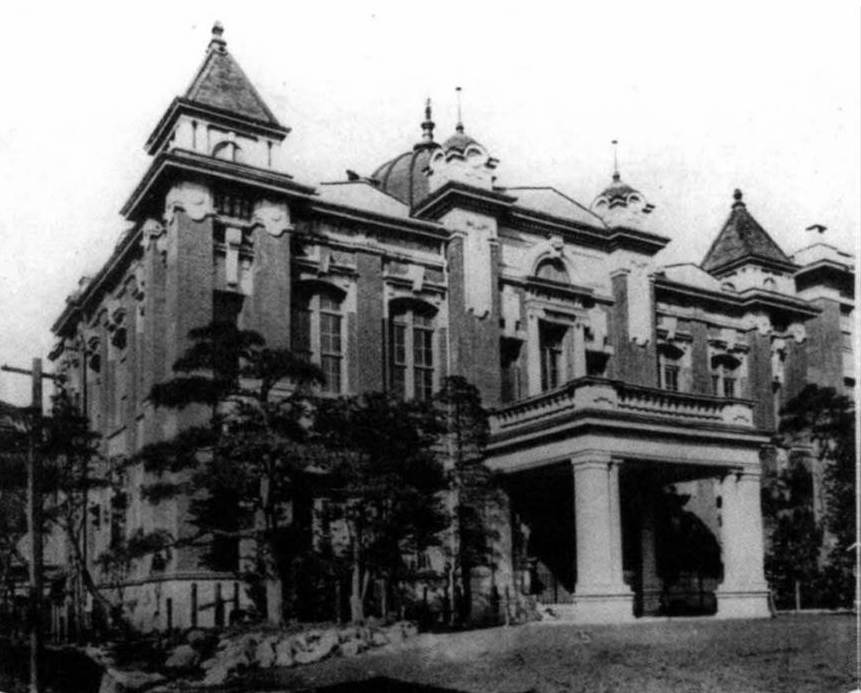
演説会場としても使用された記念館（2代目）

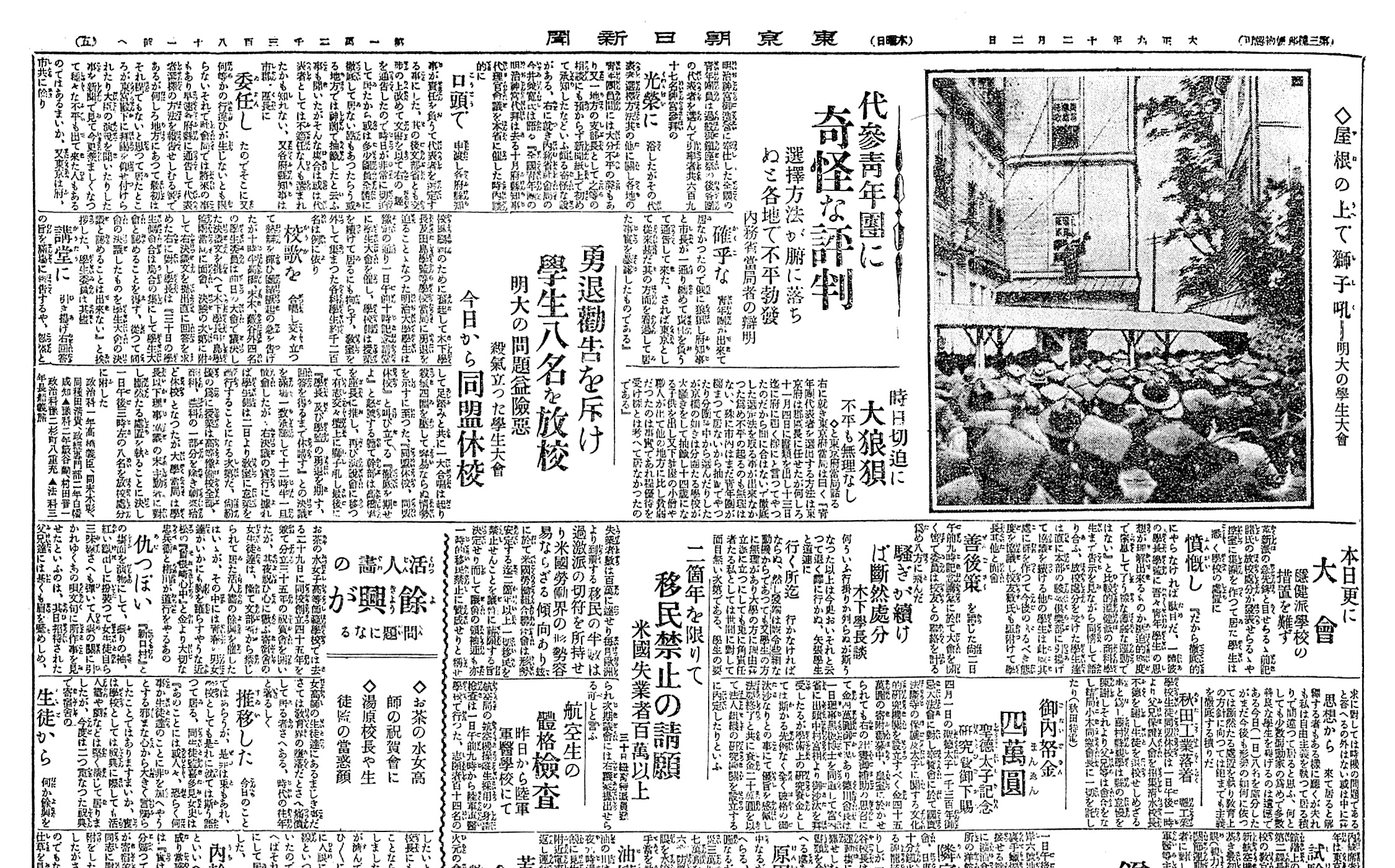
植原・笹川事件

明治大学では1903年（明治36年）に雄辯会が発足し、岸本辰雄が顧問、鵜沢総明が会長、江間俊一が名誉会員に就任した。この第一期雄辯会は会員の卒業と同時に中絶状態となったが1908年（明治41年）に復活した。同年11月に作成された会則により月2回の例会と年2回の大会を行うこととされ、江間俊一が会長に就任した。第二期雄辯会は地方遊説や連合演説会への参加などを通じて徐々に知名度を高め、1916年（大正5年）頃に一つの黄金期を迎えた。
雄辯会の一大行事として注目すべきものとして擬国会（帝国議会を模倣した模擬国会）が挙げられる。第一期擬国会は雄辯会結成前の1901年（明治34年）10月27日に当時学生だった一松定吉らの働きかけにより開催され、刑法改正法案、台湾富籤法案、外国移民制限法案を審議した。擬国会は学生が訓練や政治の議を行うにあたり最適な場としてその後16期に亘って「明治帝国議会」という名称で開かれ、盛況した。
その後雄辯会は雄辯部と改称し、会長は江間俊一から植原悦二郎に交代した。この時期に雄辯部内で社会主義論が台頭したが、これをよしとしない鍛冶良作らは「桜桂会」というグループを結成して雄辯部に対抗した。
1920年（大正9年）から翌年にかけて「植原・笹川事件」と呼ばれる学校騒動が起こり、雄辯部に所属していた高橋義臣（のちの政治経済学部教授）らは退学処分を受けた。これ以後雄辯部の活動は低調となり、大正後期に社会問題化した軍事教練反対運動でも存在感を示せなかった。
さらに関東大震災による校舎焼失、小平移転の是非をめぐる学内混乱、入学志願者の減少、就職難などが重なり、明治大学に対する社会的評価は著しく下落した。
昭和初期の明大では「授業料・学生問題同盟休校事件」（1930年）、「職員・消費組合・学生自治問題事件」（1931年）、「授業料・教育条件問題同盟休校事件」（1932年）などといった不祥事が多発したが、雄辯部はこれらの事件にも関与した。
活気を帯びた明大雄辯部は、昭和に入り発展期を迎え、雄弁大会や遊説など、さらに活動の場を広げていき、昭和4年には、三木武夫（後の内閣総理大臣）・長尾新九郎（後の徳島市長）が関東43大学弁論部の後援を得て、世界平和と国際親善を目的に米国・欧州への世界遊説を敢行。欧米以外にも、日華の親善を掲げ中華民国における遊説を実施するなど、海外進出の壮挙を果たした。

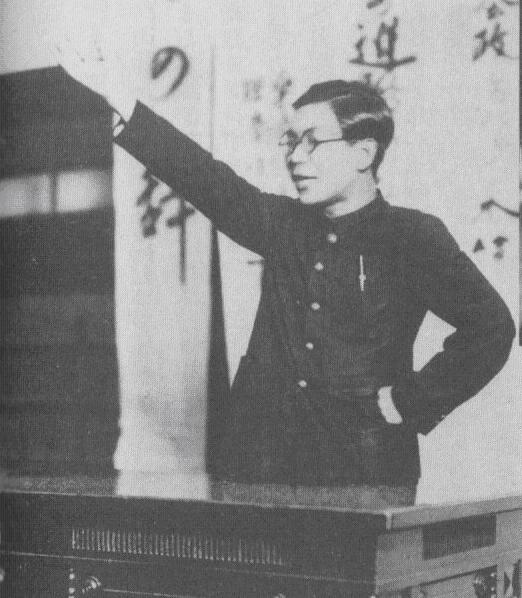
1929年、雄辯部在籍中の三木武夫

1933年（昭和8年）、京大滝川事件をきっかけとして大学自由擁護連盟が結成された。同年7月1日に帝大仏教青年会館で行われた結成大会には全国12校から30名、オブザーバー100名が参集し、東北帝大生遠山景弘が議長、明大生中村勝正が副議長に就任した。中村は雄辯部幹事でもあったが、同年末に起きた「予科施設・学生自治・授業料問題同盟休校事件」で中心指導者を務めたため翌年1月に除籍処分を受けた。この時期の雄辯部には水面下で左翼非合法活動に従事する者もおり、先述の大学自由擁護連盟結成大会に出席していた明大生12名のうち雄辯部員2名は共産青年同盟明大班の再建を企てたため1933年10月-11月に検挙された。
その後太平洋戦争中の閉塞期を経て、戦後から現在に亘り、数多くの弁論大会への参加や、有名政治家を招いたシンポジウムや講演会の開催等、様々な形で社会への訴えかけを続けている。このように長い歴史の中で、三木武夫第66第内閣総理大臣など、政界、財界をはじめ各分野において活躍する卒部生は800名を超える。

## 主な出身者

### 国会議員
- 三木武夫（第66代内閣総理大臣）

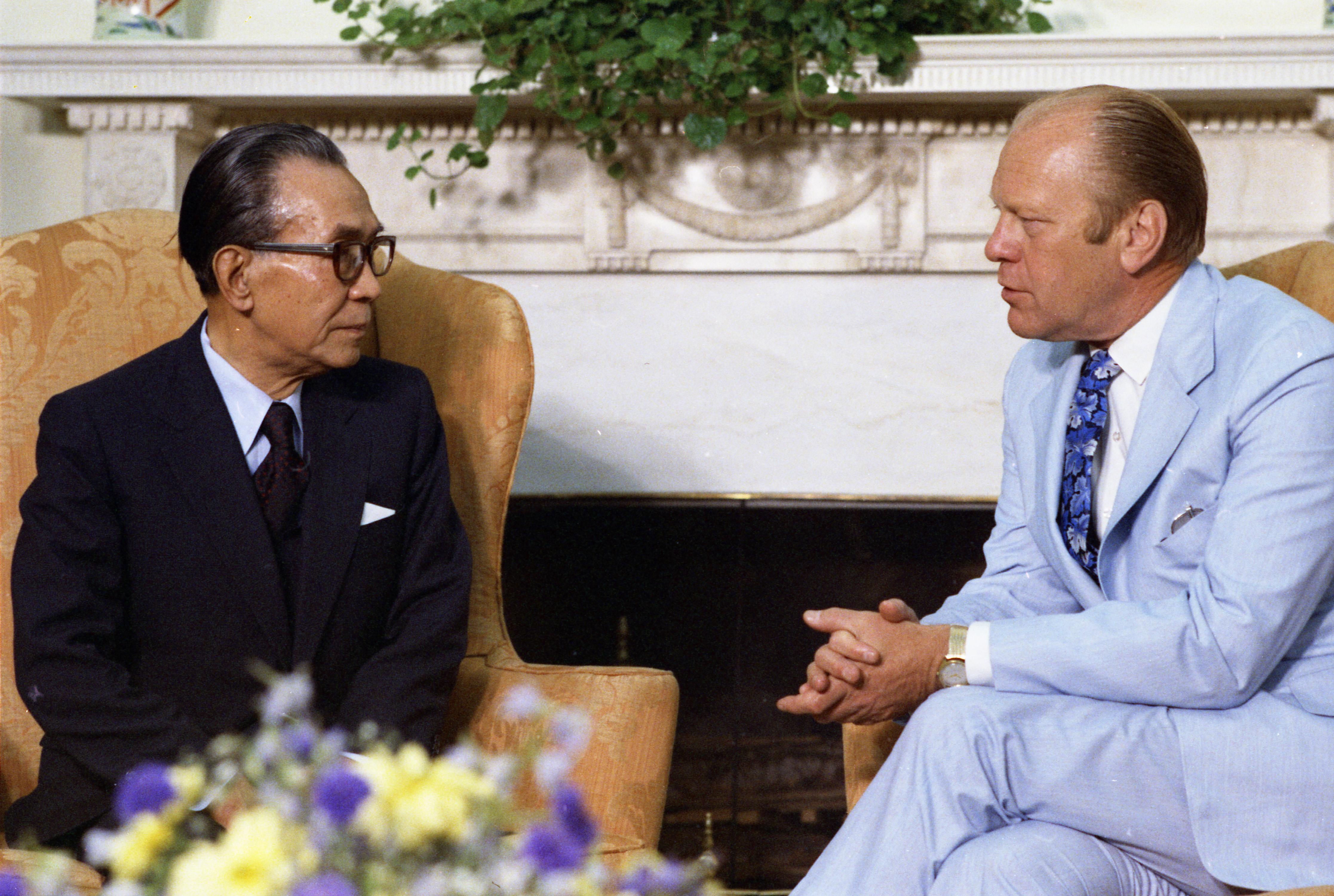
ホワイトハウスでフォード大統領と会談する三木武夫（1975年）

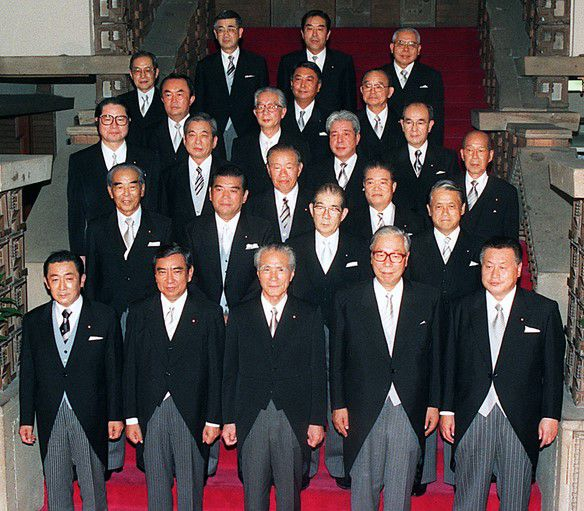
村山改造内閣国務大臣任命式後の記念撮影（1995年）

- 村山富市（第81代内閣総理大臣、名誉OB）
- 江間俊一（元衆議院議員）
- 木村武雄（元建設大臣）
- 笹川堯（元国務大臣、名誉OB）
- 鈴木正吾（元衆議院決算委員長）
- 鍛冶良作 (元衆議院議員、途中退部)
- 小林多門 (元衆議院議員)
- 中助松 (元衆議院議員)
- 真鍋儀十（元衆議院議員、俳人）
- 内藤功（元参議院議員、日本平和委員会代表理事）
- 赤池誠章（元参議院議員）
- 高橋克法（参議院議員）
- 森山浩行（衆議院議員）
- 古川直季（衆議院議員）

### 地方自治体首長
- 田中良（元東京都杉並区長）
- 船橋貴之（富山県立山町長）
- 長尾新九郎（元徳島市長）
- 芝崎亨（埼玉県東松山市長）
- 三橋和史（奈良県香芝市長）
- 肥田広司（元広島県海田市町長）

### 地方議会議員
- 国松誠（神奈川県議会議員）
- 大関衛（元秋田県議会議員）
- 寺崎雄介（神奈川県議会議員）
- 大渕健（新潟県議会議員）
- 五領和男（元鹿児島県議会議員）
- 飯倉一樹（朝霞市議会議員）

### 学会・教育界
- 岡野加穂留（元明治大学学長）
- 日高憲三（元明治大学理事長）
- 関未代策（明治大学名誉教授、日本経済団体連合会設立）
- 弓家七郎（明治大学政治経済学部長）
- 高橋義臣（明治大学政治経済学部政治学科長）
- 小西德應（明治大学政治経済学部長）
- 新田貞章 - 明治大学農学部教授
- 石井林之助（学校法人中野学園理事長）
- 野間繁（明治大学名誉教授）

### その他
- 岡本昌智（特許官、全日本学校剣道連盟会長）
- 小池徹 - みずほ信託銀行副社長
- 清水正大 - ZEALS創業者、「Forbes30 Under30 Asia」
- 岩崎博（NHKアナウンサー）
- 道瀬幸雄（ジャーナリスト）
- 岩崎英祐（ジャーナリスト）

## 定期講演会
各界の著名人を招聘した定期講演会が開催されることで知られる。近年の主な登壇者は以下のとおり。
- 菅義偉（元首相）
- 鳩山由紀夫（元首相）
- 野田佳彦（元首相）
- 石破茂（現首相）
- 谷垣禎一（元自由民主党総裁）
- 福田達夫（自由民主党総務会長）
- 河野太郎（元外務大臣）
- 高市早苗（経済安全保障担当大臣）
- 岡田克也（元副総理、元民主党代表）
- 前原誠司（元民主党代表、元外務大臣）
- 枝野幸男（元立憲民主党代表）
- 蓮舫（元民主党代表）
- 鳩山邦夫（元民主党副代表、元文部大臣）
- 玉木雄一郎（国民民主党代表）
- 泉健太 - 元立憲民主党代表
- 福島瑞穂（社民党党首）
- 山本太郎（れいわ新選組代表、元自由党共同代表）
- 田原総一郎 - ジャーナリスト
- 小泉悠 - 軍事評論家、東京大学先端科学技術研究センター准教授